# Abd al-Fattah Kudsijja
Abd al-Fattah Kudsijja (ur. 1953 w Hamie) – syryjski wojskowy, generał.

## Życiorys
Pochodzi z rodziny alawickiej.
Kierował biurem bezpieczeństwa Gwardii Republikańskiej, następnie był osobistym sekretarzem prezydenta Baszszara al-Asada. W latach 2005–2009 kierował syryjskim Wywiadem Sił Powietrznych. W 2008 przewodniczył komitetowi śledczemu, który ustalał okoliczności śmierci dowódcy Hezbollahu Imada Mughnijji, zamordowanego w Damaszku.
W 2010 został dyrektorem najpotężniejszej syryjskiej agencji bezpieczeństwa - Wywiadu Wojskowego.
W 2011 Unia Europejska uwzględniła go na liście syryjskich oficerów i urzędników państwowych objętych sankcjami za bezpośredni udział w siłowym tłumieniu antyrządowych wystąpień. W ocenie UE kierowany przez Kudsijję Wywiad Wojskowy jest bezpośrednio odpowiedzialny za tłumienie manifestacji, w tym strzelanie ostrą amunicją do protestujących, czego efektem były ofiary śmiertelne wśród cywilów. Z tego samego powodu sankcje na gen. Kudsijję nałożyły Stany Zjednoczone.
Stanowisko dyrektora Wywiadu Wojskowego stracił po zamachu bombowym w Damaszku 18 lipca 2012, w którym życie stracili minister obrony Dawud Radżiha, przewodniczący Rady Bezpieczeństwa Narodowego Hiszam Ichtijar, wiceminister obrony Asif Szaukat oraz gen. Hasan Turkumani. Na dotychczasowym stanowisku zastąpił go gen. Rafik Szahada. Został natomiast zastępcą przewodniczącego Rady Bezpieczeństwa Narodowego.